# برج مراقبة (مجلة)
«برج المراقبة تعلن ملكوت يهوه» هو اسم مجلة دينية ذات رسومات توضيحية تنشر شهريا من قبل طائفة شهود يهوه المسيحية، وينشرها مجتمع برج مراقبة الكتاب المقدس والمسالك في ولاية بنسلفانيا الأمريكية. جنبا إلى جنب مع مجلتهم الدينية الأخرى استيقظ!.